# Plebańska Góra (Beskid Makowski)
Plebańska Góra – wzniesienie (496 m) w paśmie Babicy Beskidu Makowskiego w woj. małopolskim, w powiecie myślenickim, w pobliżu miasta Myślenice.
Topografia
Stanowi północno-wschodnie zakończenie pasma Sularzówki. Wierzchołek Plebańskiej Góry jest zalesiony, podobnie, jak południowo-wschodnie stoki, które dość stromo opadają do doliny Raby. Natomiast stoki północno-zachodnie są bardziej łagodne, bezleśne i opadają do doliny Bysinki. W miejscu zwanym Luteranką Raba przebijając się między Plebańską Górą a Pasmem Lubomira i Łysiny dokonała przełomu.
Historia
Myślenice pierwotnie powstały obok źródła (tzw. zimnej wody) na wschodnim zboczu Plebańskiej Góry (nad starym korytem Bysinki). W tym uroczysku, jak podaje tradycja, znajdowała się pogańska świątynia, gdzie oddawano cześć pogańskim bogom. W monograficznych opracowaniach, powołujących się na tradycję, spotykamy informacje, że na miejscu gontyny powstał pierwszy myślenicki kościół katolicki. Ostatecznie źródło ocembrowano, a następnie postawiono na nim kaplicę (ze źródłem pod posadzką). Obecna kaplica, zwana Studzienką, zbudowana została na miejscu poprzedniej w 2. połowie XVIII wieku w stylu późnobarokowym, otrzymując za patronkę Matkę Bożą Śnieżną.